# Attentat de Diyarbakır du 4 novembre 2016
L’attentat du 4 novembre 2016 à Diyarbakır est une attaque terroriste au véhicule piégé revendiquée à la fois par l'État islamique, qui revendique du reste pour la première fois un attentat en Turquie, et les Faucons de la liberté du Kurdistan (TAK), et attribuée au Parti des travailleurs du Kurdistan (PKK) par le gouverneur de Diyarbakır.

## Contexte
Cet attentat intervient deux jours après la diffusion d'un message (le premier de l'année) d'Abou Bakr al-Baghdadi, calife autoproclamé de l’État islamique. Il appelle ses combattants à s'en prendre à la Turquie, largement impliquée dans la lutte contre le djihadisme en Irak et en Syrie au travers de l'opération Bouclier de l'Euphrate.
Durant la nuit du 3 au 4 novembre, dans le cadre des purges suivant la tentative de coup d'État de 2016 en Turquie, une dizaine de chefs et de députés du parti d'opposition pro-kurde Parti démocratique des peuples (HDP) ont été arrêtés, dont le chef de l'opposition Selahattin Demirtaş. En réaction, des émeutes ont éclaté dans des grandes villes.

## Déroulement
Le matin du 4 novembre 2016, vers 8 h (UTC+03:00), une voiture piégée avec environ 3 tonnes d'explosif explose près d'un commissariat de police de Diyarbakır, ville du sud-est de la Turquie à majorité kurde considérée comme la capitale du Kurdistan turc dans le sud-est anatolien. Des habitants de la ville, en colère et scandant des slogans anti-gouvernementaux, sont dispersés par les policiers tirant des coups de feu en l'air.

## Bilan
Le dernier bilan fait état de treize morts (un kamikaze, deux policiers, un agent technique et neuf civils,) et une centaine de blessés dont l'essentiel est sorti de l’hôpital le jour même. Des bâtiments, et plus particulièrement le commissariat, mais aussi des voitures ont été fortement endommagés par l'explosion. 

## Revendication
Le gouvernement turc attribue d'abord l'attentat au groupe séparatiste kurde PKK, pensant à un attentat en représailles à l'arrestation de plusieurs chefs du parti politique pro-kurde HDP. Mais finalement, l’État Islamique revendique l'attentat,. Il s'agit de la première fois que le groupe terroriste revendique un attentat commis sur le sol turc. Jusque-là, il n'avait revendiqué aucun des attentats en Turquie qui lui avaient été attribués (de l'attaque du 20 mars 2014 contre les forces de sécurité à Niğde jusqu'à l'attentat du 20 août 2016 à Gaziantep).
Néanmoins, le lendemain de l'attentat, le gouverneur de Diyarbakır, Hüseyin Aksoy, persiste et affirme qu'il s'agit bien d'une attaque menée par le PKK. Il s'appuie sur des communications par talkie-walkie, dont la transcription est dévoilée aux médias en plus de la photo du kamikaze, entre séparatistes kurdes qui revendiquent l'attentat. Le kamikaze serait un certain Kemal Hunres qui a utilisé un véhicule volé et équipé de 3 tonnes d'explosif contre un bâtiment de la police, dans lequel Figen Yüksekdağ était auditionnée au moment des faits et d'où Selahattin Demirtaş a été transféré ailleurs quelques heures avant, pour mener son action dans le but de se venger, selon la transcription, de l'État turc pour les attaques contre le Rojava et la ville de Suruç notamment.
Le 6 novembre 2016, un groupe dissident du PKK, les Faucons de la liberté du Kurdistan (TAK), revendique l'attentat, qui aurait été perpétré par un certain Kemal Hakkari.
Le 22 décembre 2016, alors que la bataille d'al-Bab bat son plein, la province d'Alep (Wilayat Halab) de l'État islamique publie une vidéo de 19 minutes intitulée Le bouclier de la croix dans laquelle on peut voir des images de l'attentat de Diyarbakır défiler sur fond de chant religieux (nachid) turc. 